# توم سايكس
توم سايكس (بالإنجليزية: Tom Sykes)‏ مواليد 19 أغسطس 1985 في هدرسفيلد، غرب يوركشير، هو متسابق دراجات نارية بريطاني فاز ببطولة العالم للسوبربايك.

## روابط خارجية
- توم سايكس على موقع WorldSBK.com (الإنجليزية)